# Pompás királylepke
A pompás királylepke (Danaus plexippus); egyéb nevei: nagy bűzlepke, amerikai királylepke, Danaida-lepke, a rovarok (Insecta) osztályának a lepkék (Lepidoptera) rendjébe, ezen belül a tarkalepkefélék (Nymphalidae) családjába és a bűzpillefélék (Danainae) alcsaládjába tartozó legismertebb és legkülönlegesebb életmódú faj.
A Danaus lepkenem típusfaja.

## Elterjedése, élőhelye
Év közben a Nagy-tavaktól északra, illetve délre: az Egyesült Államokban Minnesotától New York államig, Kanadában pedig Ontario államában él; a telet viszont Mexikó Michoacán államban, egy mindössze 155 km²-es területen tölti. A becslések szerint minden ősszel, illetve tavasszal körülbelül kétszázmillió lepke indul 3500–5000 km-es útjára, amin több generációval korábbi elődei repültek legutóbb, mivel a lepkék életciklusa mindössze néhány hónap. Az 1975-ben fölfedezett telelőhelyet Mexikó 1986-ban természetvédelmi területté, majd az UNESCO Ember és Bioszféra programjának nemzetközi koordinációs tanácsa 2006-ban bioszféra rezervátummá nyilvánította. 2008-ban pedig Mariposa Monarca Bioszféra-rezervátum néven a világörökség része lett.
A vándorló példányokat a nagy szelek olykor Nyugat-Európa partjaira is elsodorják, ott azonban nem nő selyemkóró, így a lepke nem tud megtelepedni – a Kanári-szigeteken azonban már tenyészik. Előfordul Délkelet-Ázsia és Ausztrália csendes-óceáni partvidékén is.
A Természetvédelmi Világszövetség (IUCN) 2022-ben kiadott listáján a súlyosan veszélyeztetett – vagyis a kihalás által fenyegetett – fajok kategóriájába sorolta.

## Tulajdonságai
A királylepke élénk narancs alapon feketével erezett szárnyainak átlagos fesztávolsága 90–100 mm. Farka fekete-vörös mintás. A szárnyak a selyemkóró mérgétől kellemetlen szagúak, rossz ízűek és mérgezőek. Megjelenését még feltűnőbbé teszi a szárnyak szélén húzódó fekete pontsor. Az élénk mintázat potenciális ellenségeit figyelmezteti arra, hogy ez a lepke mérgező.
Petéi krémszínűek.

## Életmódja
A pompás királylepke a nappali pillangók közé tartozik. Kiválóan repül; jellegzetes vándorlepke. Telelőhelyén az észak-amerikaihoz hasonló, hűvös, nedves az éghajlat. A hőmérséklet többnyire 4–11 °C, a fagyok ritkák (de olyankor nagy vámot szednek). A növényzetet is az északon megszokott fák uralják. A lepkék mindössze körülbelül ezerötszáz fán telelnek át, de azokon hatalmas tömegekben.
A petéből 3-4 nap alatt kel ki. A hernyók fejlődése 3-4 hét. A hernyók kizárólagos tápnövényei a selyemkóró nemzetség fajai.

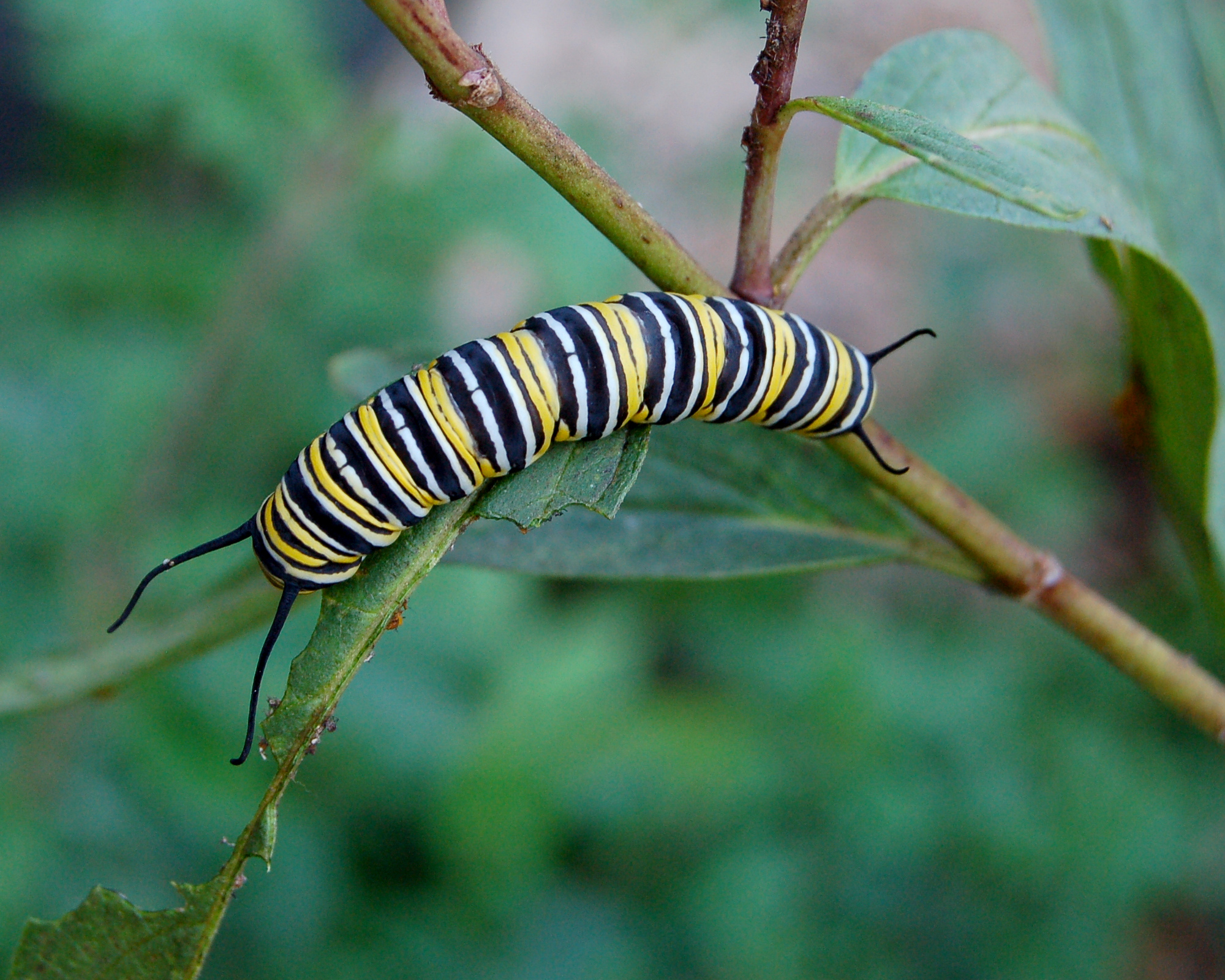
Hernyója

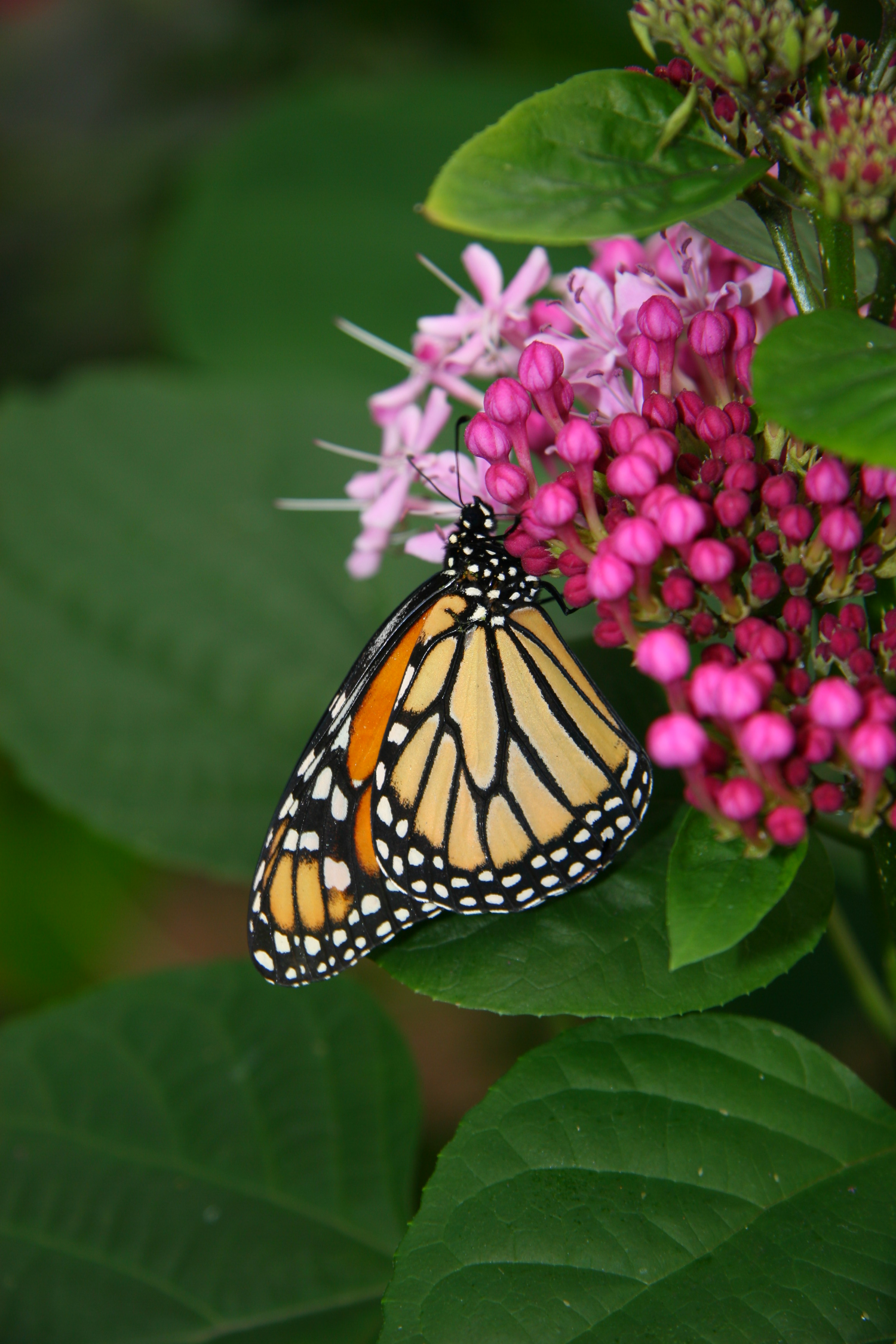
A kifejlett lepke

## Felhasználása
A pompás királylepke védett állat, de egyes biológusok tenyésztik és forgalmazzák. Főleg esküvőkre vásárolnak belőlük, hogy ott tömegesen szabadon engedjék őket, színpompássá téve ezzel a rendezvényt.

## Rokon fajok
A pompás királylepke közeli rokona a Danaus chrysippusnak.